# Neufchâteau (Dalhem)
 (juin 2020).
Si vous disposez d'ouvrages ou d'articles de référence ou si vous connaissez des sites web de qualité traitant du thème abordé ici, merci de compléter l'article en donnant les références utiles à sa vérifiabilité et en les liant à la section « Notes et références ».
Pour les articles homonymes, voir Neufchâteau.
Neufchâteau (en wallon Noû Tchestê) est une section de la commune belge de Dalhem située en Région wallonne dans la province de Liège.
C'était une commune à part entière avant la fusion des communes de 1977, date à laquelle elle passa de l'arrondissement de Verviers à celui de Liège.

## Démographie
- Sources : INS, Rem. : 1831 jusqu'en 1970 = recensements, 1976 = nombre d'habitants au 31 décembre.

## Patrimoine et culture

### Patrimoine architectural
Le fort d'Aubin-Neufchâteau, un ouvrage de la ceinture fortifiée de Liège, se trouve à l'est du village.

## Galerie

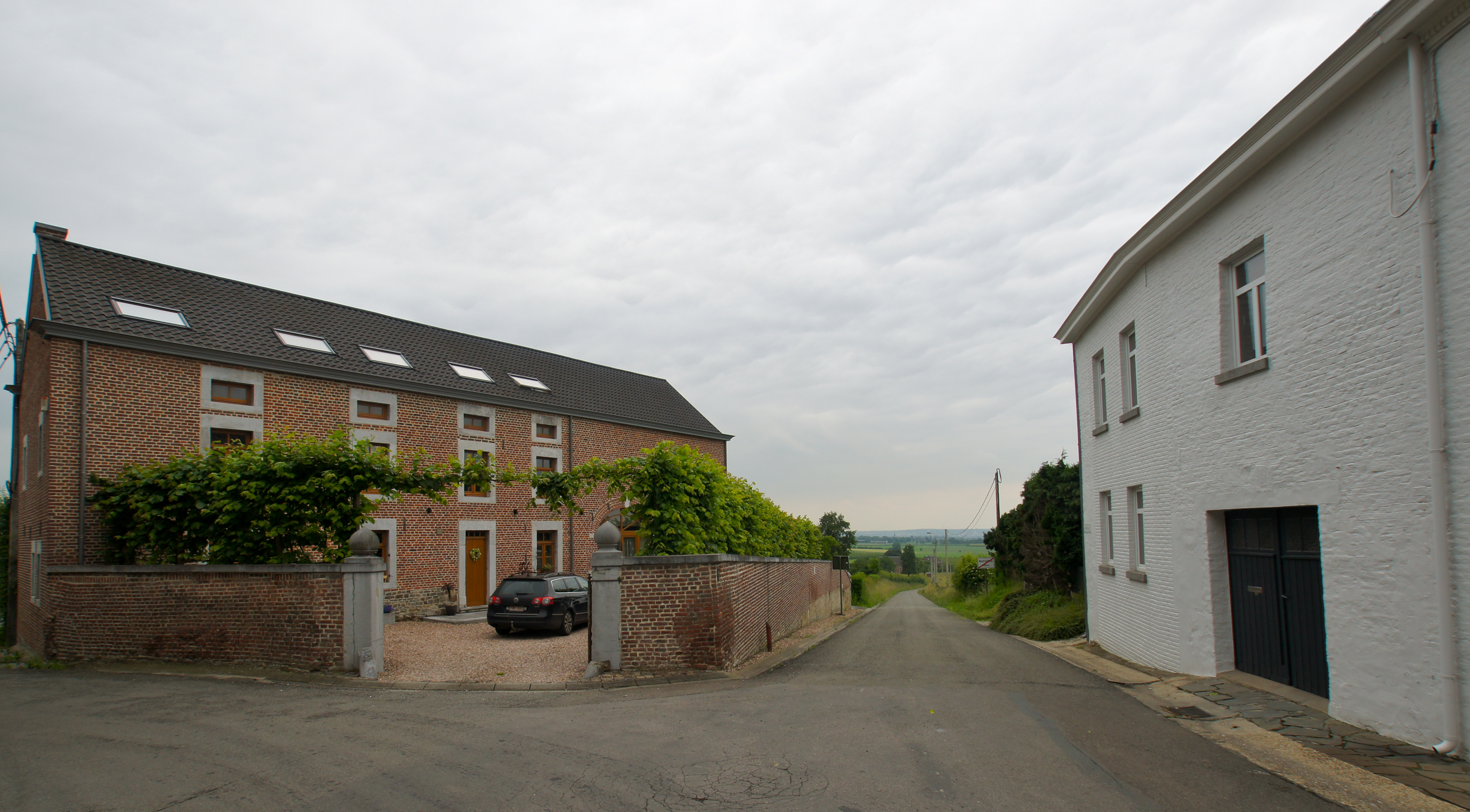
Panorama vers la vallée de la Berwinne.
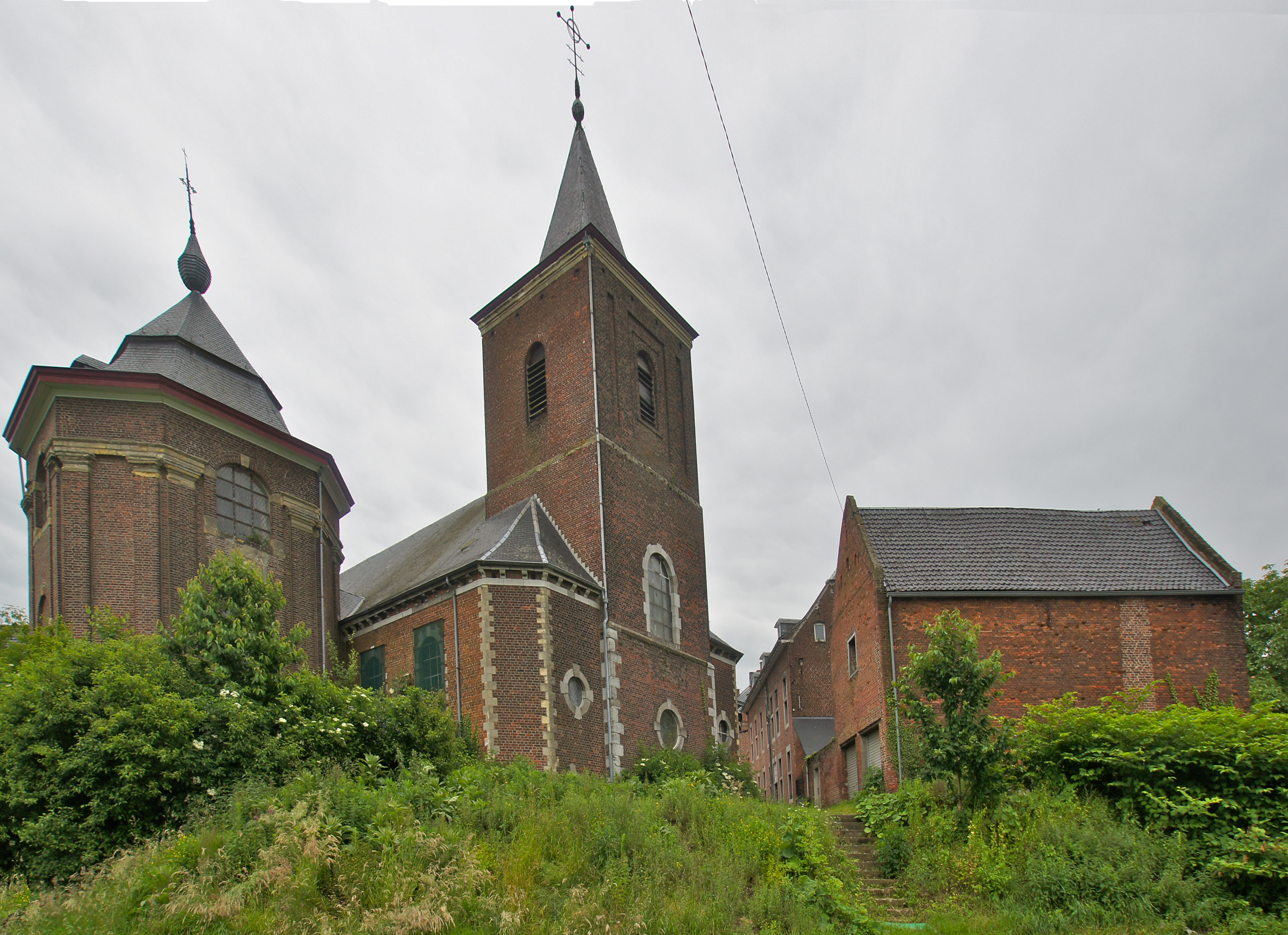
Église de Saint-Laurent.
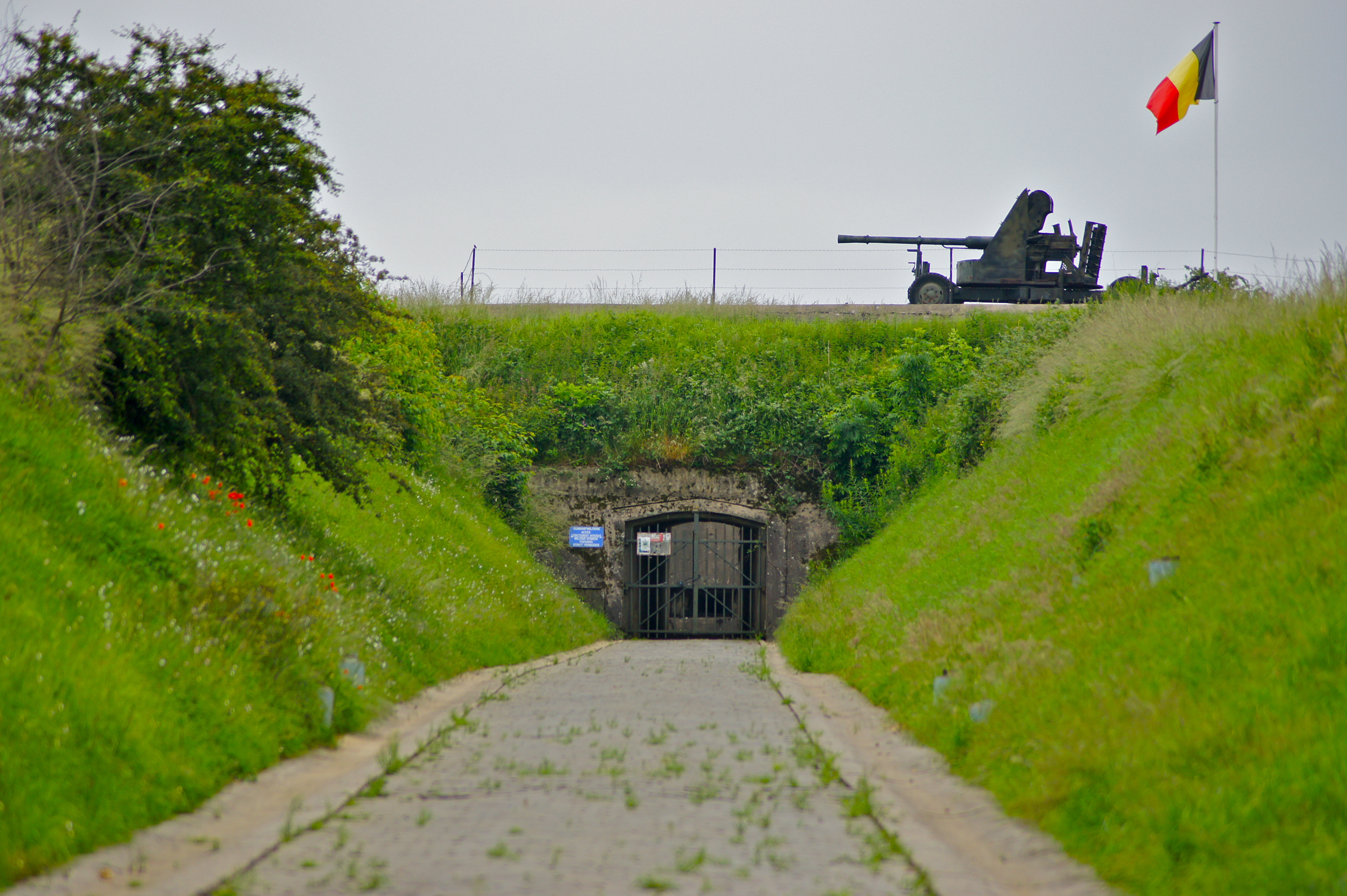
Entrée du fort.

## Personnalité
- Marie Gillain, actrice, domiciliée à Neufchâteau (Fêchereux) jusqu'en 1999.

#### Histoire
- Comté de Dalhem
- Duché de Limbourg
- Fort d'Aubin-Neufchâteau

#### Géographie
- Pays de Herve
- Entre-Vesdre-et-Meuse